# Xihu, Yingzhou
Xihu (kinesiska: 西湖) är en köping i östra Kina. Den ligger i stadsdistriktet Yingzhou i staden Fuyang i provinsen Anhui, omkring 200 kilometer nordväst om provinshuvudstaden Hefei.